# 服部良子
服部 良子（はっとり よしこ、1951年11月6日 - 2007年4月30日）は、日本のミュージカル女優。東京都出身。劇団四季所属。
日本女子体育短期大学卒業後、1972年に劇団四季に入団。『キャッツ』『ジーザス・クライスト＝スーパースター』『コーラスライン』などミュージカルで活躍。

特に『キャッツ』ジェニエニドッツ役は初演から同役のみを演じ続けたただ一人の人物で、初演より約20年の間に4,251回も演じた。これは日本最多の出演回数であり、世界最多の出演回数でもあるとみられる。
2007年4月30日、食道癌のため55歳で死去。